# بلو برد
بلو برد (انگلیسی: Blue Bird) شرکت اتوبوس‌سازی آمریکایی است، که در سال ۱۹۳۲ تأسیس شد.